# Rørt Skov
Rørt Skov er en skov og den bebyggelse, der findes herved. Skovområdet består af flere små klumper skov, der er beliggende cirka 1 km sydvest for Rørt i Odder Kommune. Langs og gennem skoven løber Rørth Skovvej, som går fra Rørt og ender på Hou-vejen ved Neder Randlev.
|  | Denne artikel om lokaliteten Rørt Skov kan blive bedre, hvis der indsættes et (bedre) billede. Du kan hjælpe ved at afsøge Wikimedia Commons for et passende billede eller lægge et op på Wikimedia Commons med en af de tilladte licenser og indsætte det i artiklen. |

55°58′02″N 10°11′29″Ø / 55.96722°N 10.19139°Ø